# Mijatovac
Mijatovac (en serbe cyrillique : Мијатовац) est une localité de Serbie située dans la municipalité de Ćuprija, district de Pomoravlje. Au recensement de 2011, elle comptait 1 647 habitants.
Mijatovac est officiellement classé parmi les villages de Serbie.

## Démographie

### Évolution historique de la population
| 1948  | 1953  | 1961  | 1971  | 1981  | 1991  | 2002  | 2011  |
| ----- | ----- | ----- | ----- | ----- | ----- | ----- | ----- |
| 1 661 | 1 973 | 1 820 | 1 744 | 1 894 | 1 939 | 1 712 | 1 647 |

|  |